# Gmina Lwówek Śląski
Die Gmina Lwówek Śląski [ˈlvuvɛk ˈɕlõsci] ist eine Stadt- und Landgemeinde im Powiat Lwówecki der Woiwodschaft Niederschlesien in Polen. Sitz des Powiat und der Gemeinde ist die gleichnamige Stadt (deutsch: Löwenberg in Schlesien) mit etwa 8900 Einwohnern. Sie gehört der Euroregion Neiße an.

## Geographie

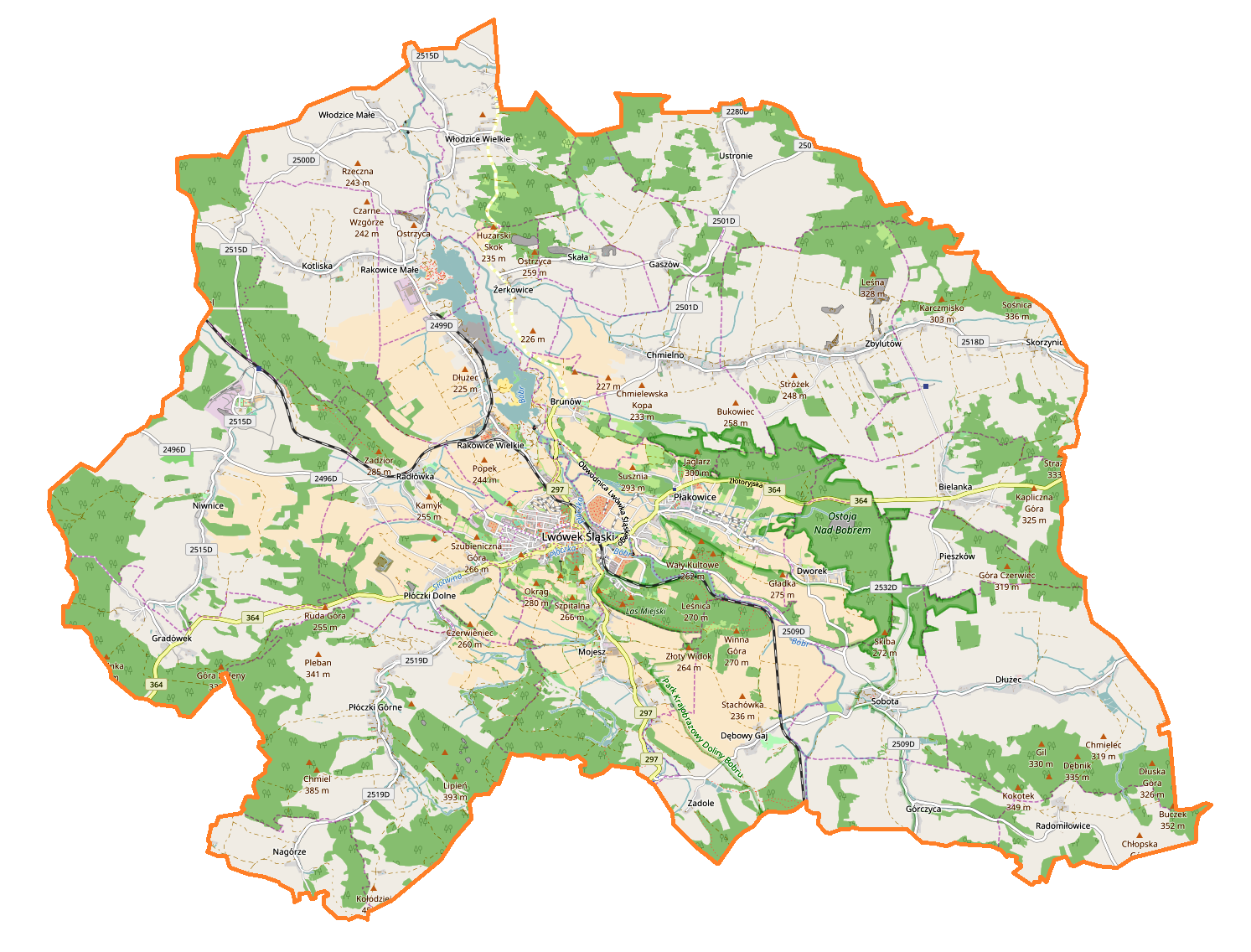
Karte der Gemeinde

Die Gemeinde liegt im Westen der Woiwodschaft. Nachbargemeinden sind Bolesławiec im Norden, Warta Bolesławiecka im Nordosten, Pielgrzymka im Osten, Wleń im Süden, Lubomierz sowie Gryfów Śląski im Südwesten und Nowogrodziec im Nordwesten. Breslau liegt etwa 90 Kilometer östlich, Görlitz etwa 40 Kilometer westlich.
Die Gemeinde hat eine Fläche von 240,4 km², von der 64 Prozent land- und 26 Prozent forstwirtschaftlich genutzt werden. Die Region gehört zu Niederschlesien. Wichtigstes Gewässer ist der Bober (Bóbr), der zu den Stauseen Jezioro Rakowickie I und Jezioro Rakowickie II aufgestaut wird. Zuflüsse sind die Widnica und zahlreiche kleitere Wasserläufe. Der Berg Kołodziej im Süden der Gemeinde erreicht eine Höhe von 453 m n.p.m. Der Osten des Gemeindegebiets gehört zum Landschaftsschutzpark Bobertal (Park Krajobrazowy Doliny Bobru).

## Geschichte
Die Landgemeinde wurde 1973 aus Gromadas gebildet. Stadt- und Landgemeinde wurden 1990/1991 zur Stadt- und Landgemeinde zusammengelegt. Ihr Gebiet kam 1975 von der Woiwodschaft Breslau zur Woiwodschaft Jelenia Góra, der Powiat wurde aufgelöst. Zum 1. Januar 1999 kam die Gemeinde zur Woiwodschaft Niederschlesien und Lwówek Śląski wurde wieder Sitz des wiedererrichteten Powiat Lwówecki.

## Gliederung
Zur Stadt- und Landgemeinde Lwówek Śląski gehören neben der Stadt selbst 28 Dörfer (deutsche Namen, amtlich bis 1945) mit Schulzenamt:
- Bielanka (Lauterseiffen)
- Brunów (Braunau)
- Chmielno (Ludwigsdorf)
- Dębowy Gaj (Siebeneichen)
- Dłużec (Lang Neundorf)
- Dworek (Höfel)
- Gaszów (Gehnsdorf)
- Górczyca (Hohndorf)
- Gradówek (Hagendorf)
- Kotliska (Kesselsdorf)
- Mojesz (Nieder Mois)
- Nagórze (Neundorf-Liebenthal)
- Niwnice (Kunzendorf unter dem Walde)
- Pieszków (Petersdorf)
- Płóczki Dolne (Nieder Görisseiffen)
- Płóczki Górne (Ober Görisseiffen)
- Radłówka (Hartelangenvorwerk)
- Radomiłowice (Radmannsdorf)
- Rakowice Małe (Wenig Rackwitz)
- Rakowice Wielkie (Groß Rackwitz) mit Wohnturm Groß Rackwitz
- Skała (Hohlstein)
- Skorzynice (Hartliebsdorf)
- Sobota (Zobten a. Bober)
- Ustronie (Seitendorf)
- Włodzice Małe (Klein Walditz)
- Włodzice Wielkie (Groß Walditz)
- Zbylutów (Deutmannsdorf)
- Żerkowice (Sirgwitz)

- Płakowice (Plagwitz) ist ein Stadtteil des Hauptortes.
- Górniki (Zechenhäuser) ist ein Ortsteil von Ustronie und Zadole (Höllau) gehört zu Dębowy Gaj.

## Verkehr
Die Woiwodschaftsstraße DW364 führt von Legnica (Liegnitz) nach Gryfów Śląski (Greiffenberg). Die kreuzende DW297 führt von Nowa Sól (Neusalz an der Oder) nach Pasiecznik (Spiller).
Der Bahnhof Lwówek Śląski und die Haltepunkte Dębowy Gaj (Siebeneichen), Dębowy Gaj (Siebeneichen), Rakowice Wielkie (Groß Rackwitz), Radłówka (Hartelangenvorwerk) und Niwnice (Neuland) liegen an der Bahnstrecke Jelenia Góra–Żagań (Hirschberg–Sagan), die in Ławszowa (Lorenzdorf) endet. Dr Verkehr auf der kreuzenden Bahnstrecke Legnica–Jerzmanice-Zdrój ist eingestellt.
Der nächste internationale Flughafen ist Breslau.